# Craniformes
Els craniformes (Craniiformea) són un subfílum de braquiòpodes originada al període Cambrià i que encara existeix actualment. Tenen closques de calcita inarticulades de contorn semicircular. Tenen un lofòfor i en el registre fòssil estan sempre enganxats a un substrat dur el qual normalment és un altre braquiòpode.
Craniata és un sinònim per Craniiformea però aquest actualment s'evita perquè els cordats Craniata porten el mateix nom.

## Taxonomia
El subfílum Craniiformea inclou una classe actual, amb 15 espècies, i dues classes fòssils:
- Classe Craniata
- Classe Craniopsida †
- Classe Trimerellida †